# 1re force expéditionnaire au Vietnam
Pour les articles homonymes, voir 1er corps d'armée.
La 1re force expéditionnaire au Vietnam est un commandement de corps d'armée de l'armée américaine pendant la guerre du Vietnam. Activé le 15 mars 1966, il succède à la Task Force Alpha, un commandement de corps provisoire créé le 1er août 1965 (renommé Field Force (en) Vietnam le 25 septembre) pour le contrôle temporaire des activités des unités de combat terrestres de l'armée américaine arrivant au Vietnam. La 1re force expéditionnaire est une composante du Military Assistance Command Vietnam (MACV) et a son quartier général à Nha Trang.

## Zone de responsabilité et unités affectées

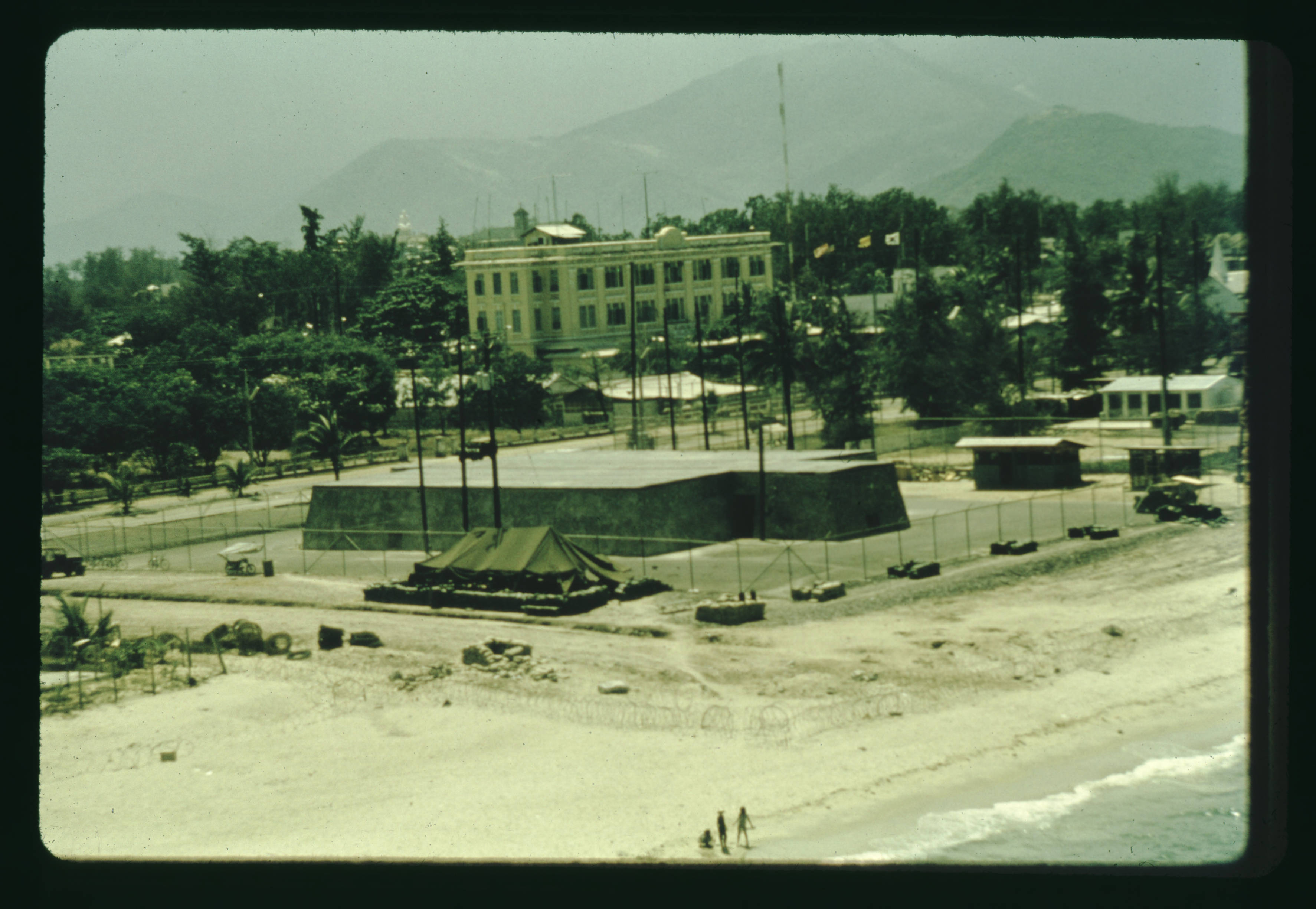
Centre d'opérations tactiques de la 1re force expéditionnaire, Nha Trang, 13 juillet 1968

La zone de responsabilité de la 1re force expéditionnaire est la zone tactique du 2e corps d'armée, rebaptisée plus tard région militaire 2, qui comprend les douze provinces des Montagnes centrales du Vietnam. Parmi les divisions et les brigades qu'elle contrôle figurent :
- 1re division de cavalerie
- 4e division d'infanterie
- 3e Brigade, 25e division d'infanterie
- 1re Brigade, 101e division aéroportée
- 173e brigade aéroportée
- 41e groupe d'artillerie (en)
- 52e groupe d'artillerie
- 77e détachement de radar
- 54e bataillon de transmissions

## Dissolution
La 1re force expéditionnaire est dissoute le 30 avril 1971 lors du retrait des forces de combat terrestres américaines du Vietnam, et ses actifs constituent la base de son successeur, le Second Regional Assistance Command (SRAC).

## Commandants
- LTG Stanley R. Larsen (en) : Mars 1966 – Juillet 1967
- LTG William B. Rosson (en) : Juillet 1967– Février 1968
- LTG William R. Peers : Mars 1968 – Mars 1969
- LTG Charles A. Corcoran : Mars 1969 – Mars 1970
- LTG Arthur S. Collins Jr. (en) : Mars 1970 – Janvier 1971
- MG Charles P. Brown : Janvier 1971 – Avril 1971[2]